# Gregec Kobilica
Gregec Kobilica je literarni lik, ki nastopa v istoimenski pripovedi Branke Jurca. 

## Predstavitev lika
Gregec Kobilica je namišljena oseba, ki jo je ustvaril deček Nejc med svojo igro na papirju. Gregec je partizan, ki je padel za svojo domovino. Ime Gregec je dobil doma, Kobilica pa so ga zaradi dolgih nog klicali pri partizanih. Nejcu se zdi, kot da je Gregec oživel in mu pripoveduje zgodbo, on pa jih potem upodablja na papirju. Gregčeva zgodba je ganljiva. Njegov oče in bratje so že odšli k partizanom, Gregec pa je ostal sam z materjo. Vendar ko je nekoč zagledal dva partizana, ki sta se skrivala pred sovražnikom, in ju rešil, je bil trdno odločen, da gre z njima in se bori za samostojnost. Že kot mlad fant, lahko bi se reklo otrok, je odšel z njima in se žal nikoli ni več vrnil.
Gregec Kobilica je sinonim za vse partizane, ki so padli za domovino. Veliko jih je imelo podobno življenjsko zgodbo kot Gregec. V času vojne je moralo veliko mladih fantov v partizane, pa ne samo fantov, tudi dekleta so odšla, da bi bila kar najbolj v pomoč.
Gregec v knjigi reče: » Tudi jaz sem vesel, da si me oživil. Večkrat bi nas moral oživiti, nas, ki ležimo s prestreljenimi srci po hribih in dolinah…«. Avtorica želi sporočiti, da se je potrebno zavedati, da je v vojni padlo veliko nedolžnih ljudi, ki bi jih morali večkrat priklicati v spomin.

## Odlomek
»Dober dan! Vesel sem da si me oživil. Prosim samo, če mi podaljšaš levo nogo. Veš, res nisem šepal ...«

- Nejc se začudi. »Leva noga je krajša...« zravna obe nogi. »Je zdaj prav?«

- »Prav lepa ti hvala - prav. Ampak kdo si ti?«

- »Jaz?« vpraša Nejc začudeno. »Nejc sem. Pa ti?«

- »Doma so me klicali za Gregca, pri partizanih pa so me klicali Kobilica - saj veš - zaradi dolgih nog...«

- »In od kod si prišel?«

- »Sovražnikova krogla me je zadela naravnost v srce. Zakopali so me na rob gozda pod hrast. Nihče ne ve za moj grob. Zato sem vesel, da si me oživil ...«

- »Gregec, tu je ogledalo. Poglej se in povej, če ti še kaj manjka. Veš, še te lahko popravim ...«

- Partizan Koblica se pogleda v ogledalu, si seže z desnico v lase in reče: »Fant, na partizansko čepico si čisto pozabil!«

- Nejc mu jo nariše - poznal je očetovo partzansko kapo. Kobilica pa si jo pomakne nazaj na teme in vzklikne: »Imenitno kapo si mi naredil - vedno sem imel prevelike kape...«
(Branka Jurca 1973)

## Izdaje
- Gregec Kobilica je prvič izšel leta 1965 v Ljubljani, pri Mladinski knjigi, in sicer samostojno v obliki slikanice. Ilustriral jo je Ivan Seljak Čopič.
- Leta 1967 je izšel v knjigi Beli Konjič. Izdala jo je založba Partizanska knjiga v Ljubljani, ilustrirala pa Roža Piščanec.
- Leta 1969 je bil Gregec Kobilica prirejen v radijsko igro za otroke in posnet na kaseto.
- Gregec Kobilica je pri Partizanski knjigi izšel še enkrat (leta 1973), tokrat kot samostojna slikanica; ilustriral jo je Ivan Čopič Seljak.
- Leta 1974 je izšla pri založbi Mladinska knjiga v knjigi Beli konjič. Ilustrirala jo je Roža Piščanec.